# Iakovenkove, Romnî
Iakovenkove (în ucraineană Яковенкове) este un sat în comuna Pohoja Krînîțea din raionul Romnî, regiunea Sumî, Ucraina.

## Demografie
Componența lingvistică a localității Iakovenkove
     Ucraineană (100%)
Conform recensământului din 2001, toată populația localității Iakovenkove era vorbitoare de ucraineană (100%).